# NONONO
NONONO és un trio suec original d'Estocolm i format per l'equip de producció Astma & Rocwell i la cantant Stina Wäppling. Es conegueren a través d'un amic comú mentre Wäppling estudiava psicologia al Regne Unit, i els tres van formar NONONO durant la primavera de 2012.
El seu single de debut, «Pumpin Blood», va sonar arreu d'Europa i dels EUA, i va arribar a ser el número 22 en la llista d'Alternative Songs de Billboard i el número 32 en la llista de Mainstream Top 40, entre d'altres. Van vendre 700.000 còpies d'aquest single arreu del món.

## Discografia

### Àlbums d'estudi
| Títol                    | Detalls                                                                  | Posició  |
| Títol                    | Detalls                                                                  | US Heat. |
| ------------------------ | ------------------------------------------------------------------------ | -------- |
| We Are Only What We Feel | - Publicat: 13 de març de 2014 - Discogràfica: Warner Music/Warner Bros. | 41       |

### EPs
| Títol        | Detalls                                                         | Posició  |
| Títol        | Detalls                                                         | US Heat. |
| ------------ | --------------------------------------------------------------- | -------- |
| Pumpin Blood | - Publicat: 17 de setembre de 2013 - Discogràfica: Warner Bros. | 37       |

### Singles
| Títol                                                                                         | Any  | Posició | Posició | Posició | Posició | Posició  | Posició | Posició | Posició | Àlbum                    |
| Títol                                                                                         | Any  | AUT     | GER     | SWI     | US      | US Adult | US Alt. | US Pop  | US Rock | Àlbum                    |
| --------------------------------------------------------------------------------------------- | ---- | ------- | ------- | ------- | ------- | -------- | ------- | ------- | ------- | ------------------------ |
| «Pumpin Blood»                                                                                | 2013 | 16      | 30      | 55      | —       | 31       | 22      | 32      | 23      | We Are Only What We Feel |
| «Like the Wind»                                                                               | 2013 | —       | —       | —       | —       | —        | —       | —       | —       | We Are Only What We Feel |
| «Hungry Eyes»                                                                                 | 2014 | —       | —       | —       | —       | —        | —       | —       | —       | We Are Only What We Feel |
| «—» significa que la cançó no va entrar a la llista o no es va comercialitzar en aquest país. |      |         |         |         |         |          |         |         |         |                          |